# Les Compagnons de la Croix-Rousse
Les Compagnons de la Croix-Rousse est le premier roman de la série Les Six Compagnons créée par Paul-Jacques Bonzon, sur 49 titres publiés.
Il est édité pour la première fois en 1961 chez Hachette dans la collection Bibliothèque verte.
Il est renommé Les Six Compagnons de la Croix-Rousse en 1981 par analogie avec le reste de la collection.
L'action se déroule à Reillanette (limite de la Drôme et du Vaucluse, près de Roquemaure) et Lyon. 

## Principaux personnages
- Tidou (le narrateur)

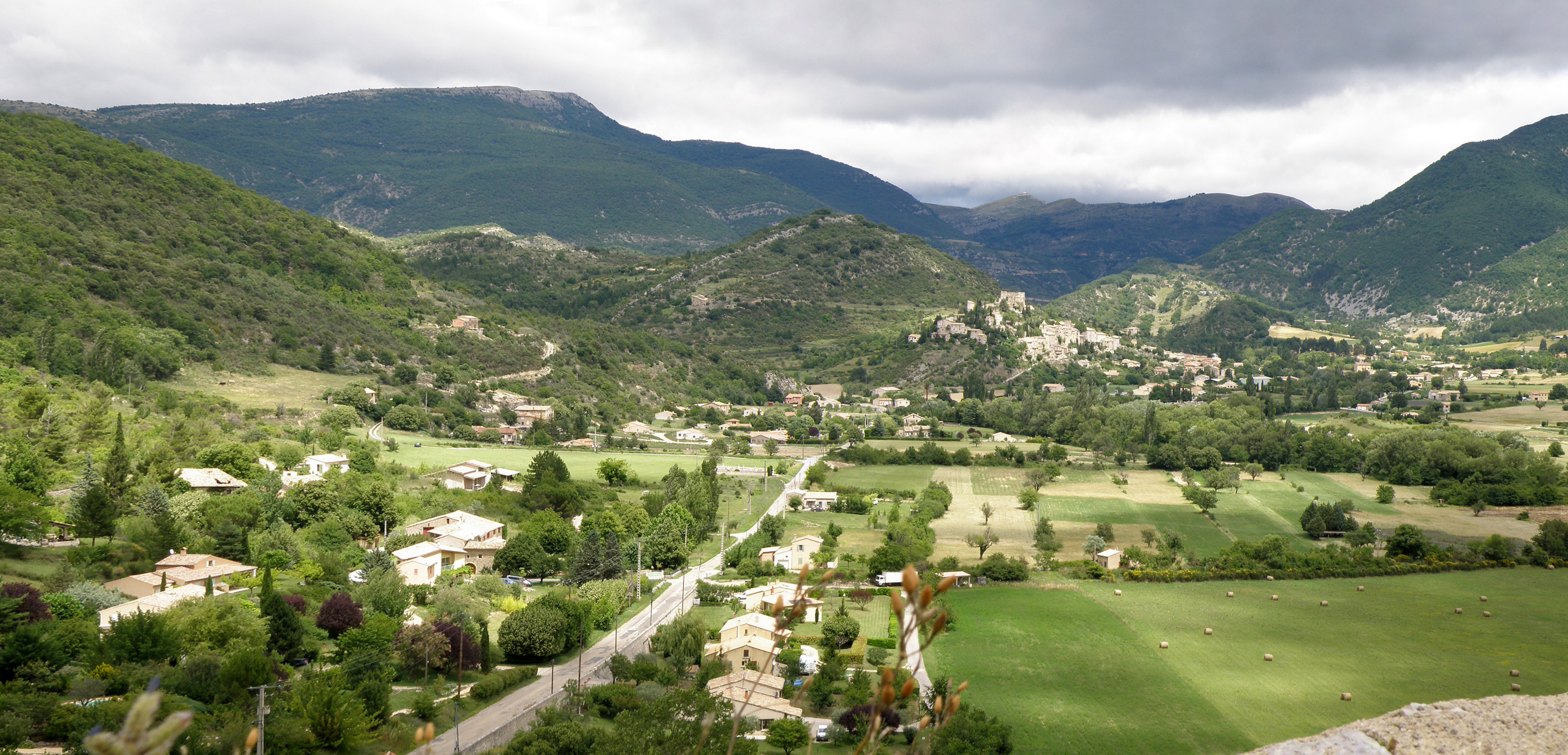
Reilhanette

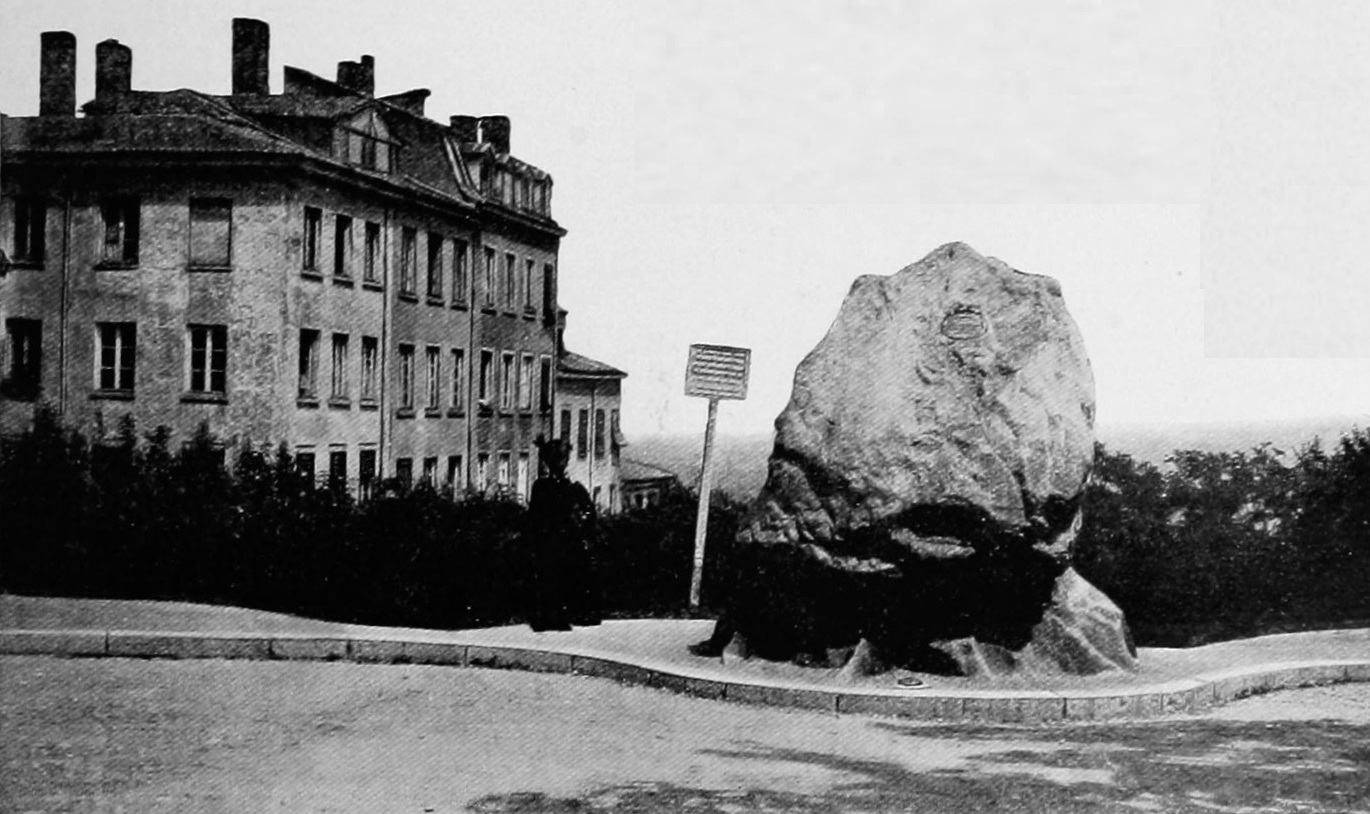
Le Gros Caillou de Lyon (vers 1900)

- Corget, nouveau camarade de classe de Tidou et chef de la bande du Gros-Caillou
- Bistèque, membre de la bande du Gros-Caillou
- Gnafron, est le plus décidé et le plus petit de la bande
- La Guille, considéré comme le fantaisiste de la bande
- Le Tondu, membre de la bande du Gros-Caillou, surnommé ainsi car il n'a plus un seul cheveu sur le crâne
- Coissieux, un grand rouquin membre de la bande du Gros-Caillou qui disparaît des aventures par la suite
- Mady, petite fille malade qui sympathise avec Tidou et rejoint la bande du Gros-Caillou
- Kafi, chien-loup de Tidou

Avant l'arrivée de Tidou, la bande compte au moins neuf garçons, voire plus.

## Résumé
| \| « Rue de l'Ange » « Toits aux canuts » « Rampe des Pirates » « Rue des Hautes-Buttes » Quai Saint-Vincent La Guillotière La Croix-Rousse Fourvière \| Localisation des lieux traversés dans Lyon dans le roman. |
| « Rue de l'Ange » « Toits aux canuts » « Rampe des Pirates » « Rue des Hautes-Buttes » Quai Saint-Vincent La Guillotière La Croix-Rousse Fourvière                                                                 |

Tidou envisage avec effroi le déménagement imminent de sa famille pour Lyon, dans une ancienne maison du quartier de la Croix-Rousse. En effet, ses parents estiment qu'il lui faudra abandonner Kafi, son chien-loup habitué à la campagne du village de Reillanette. Tidou promet alors à son chien de le retrouver si jamais on les sépare.
La famille déménage au début du mois d'octobre, et Kafi est confié à Frédéric Aubanel, le fils du boulanger, un camarade de classe de Tidou. À son arrivée à Lyon, la ville déplaît à Tidou, la concierge lui fait peur, et l'appartement est tout petit, au quatrième étage sans ascenseur. Mais qu'importe, Tidou est résolu à ramener Kafi à Lyon.
En attendant, Tidou fait sa rentrée à l'école de la Croix-Rousse, au milieu d'étrangers qui l'ignorent et l'évitent. Quelques jours plus tard, en rentrant de l'école, Tidou tente de caresser un chien qui ressemble à Kafi, mais celui-ci le mord, et la blessure est suffisamment grave pour l'obliger à aller à l'hôpital, ce qui énerve son père.
Mais le bandage attire l'attention de ses camarades d'école, et l'un d'eux, nommé Corget, l'emmène sur le Toit des Canuts, une place avec une vue magnifique sur la ville et la vallée. Corget, qui aime aussi les chiens, propose à Tidou de l'aider à ramener Kafi. Il propose une cachette pour l'abriter et lui promet l'aide de ses amis, la bande du Gros-Caillou, pour garder le chien.
Le lendemain, Corget présente Tidou à sa bande, une bonne dizaine d'enfants du même âge, de condition modeste. Tout le monde approuve le projet ; reste à trouver comment acheminer Kafi jusqu'à Lyon.
C'est là que commence une histoire pleine de suspense et d'aventure, au cours de laquelle la bande rencontre une jeune fille handicapée nommée Mady qui, grâce à ses excellentes déductions, les mettra sur le bon chemin.

## Éditions
- 1961 : Les Compagnons de la Croix-Rousse, édition cartonnée (texte original), illustrations d'Albert Chazelle, collection Bibliothèque verte no 194, Hachette.
- 1961 : Les Compagnons de la Croix-Rousse, édition cartonnée (texte original), illustrations d'Albert Chazelle, coll. Bibliothèque de la jeunesse, Hachette.
- 1966 : Les Compagnons de la Croix-Rousse, édition cartonnée (texte original), ill. d'Albert Chazelle, Bibliothèque verte, Hachette.
- 1968 : L'Éventail de Séville, Les Compagnons de la Croix-rousse, Les Orphelins de Simitra, édition cartonnée (texte original), ill. François Batet et Albert Chazelle, coll. Les Grands Livres Hachette « 3 en un », In-4° (26 cm)[3].
- 1969 : Les Compagnons de la Croix-Rousse, édition cartonnée (texte original), ill. Albert Chazelle, coll. Idéal-Bibliothèque, Hachette (réédition en 1976, ill. Robert Bressy).
- 1976 : Les Compagnons de la Croix-Rousse, édition cartonnée (texte original), ill. Robert Bressy, coll. Idéal-Bibliothèque, Hachette.
- 1976 : Les Compagnons de la Croix-Rousse, édition cartonnée (texte original), ill. Robert Bressy, Bibliothèque verte, Hachette.
- 1981 : Les Six Compagnons de la Croix-Rousse, édition cartonnée (texte original), ill. Albert Chazelle, Bibliothèque verte, Hachette.
- 1983 : Les Six Compagnons de la Croix-Rousse, édition cartonnée (texte original légèrement abrégé), couverture de Nicolas Wintz, ill. intérieures de Robert Bressy, Bibliothèque verte, Hachette  (ISBN 2-01-009208-2).
- 1988 : Les Six Compagnons de la Croix-Rousse, format de poche souple (texte original légèrement abrégé), couverture de Nicolas Wintz, ill. intérieures de Robert Bressy, Bibliothèque verte no 163, Hachette  (ISBN 2-01-013585-7).
- 1992 : Les Six Compagnons de la Croix-Rousse, format de poche souple (texte original légèrement abrégé), ill. Robert Bressy, Bibliothèque verte, Hachette.
- 2000 : Les Six Compagnons de la Croix-Rousse, format mi-souple (texte original légèrement abrégé), couv. de André Taymans, Bibliothèque verte no 163, Hachette  (ISBN 2-01-200442-3).
- 2010 : Les Six Compagnons de la Croix-Rousse, format mi-souple (texte remanié), couv. de Baru, Bibliothèque rose no 163, Hachette  (ISBN 978-2-01-201993-5).
- 2014 : Les Six Compagnons de la Croix-Rousse, format mi-souple (texte remanié), couv. de Magalie Foutrier, Bibliothèque rose, Hachette  (ISBN 978-2-01-204478-4).

## Adaptation en série télévisée
- Les Compagnons de la Croix-Rousse, premier épisode de la série « Les Compagnons de l'aventure », diffusion en octobre 1989[4].